# Narcocorrido
El narcocorrido es un subgénero musical de origen mexicano de carácter popular que tiene sus raíces en el romance español. Se trata de una variación del corrido mexicano. Al igual que este, las bases de su estilo son los ritmos polca, vals y mazurca, interpretados por música regional mexicana.
La temática de los narcocorridos es variada pero bien definida y constituye una propia filosofía de vida con su particular aproximación a la muerte y al goce de la vida. En los narcocorridos se suele hablar de la lealtad, el amor, el dinero, las mujeres, los excesos, las drogas, la violencia y la borrachera. Carlos Monsiváis identifica las características temáticas generales de los narcocorridos:

El poder adquisitivo y los recursos tecnológicos de la delincuencia organizada que es un poder en sí misma, el impulso de sobrevivencia-a-como-dé-lugar, propio de los sectores del abandono agrario o de la pobreza urbana sin empleos a la vista, la admiración por el thriller y sus secuencias de velocidad, muerte a raudales, mujeres fáciles, armas poderosísimas y ambigüedad moral, la seducción de la publicidad y el relieve legendario de hombres rudos, independientes, habituales a la soledad, tal y como los plasma la imagen del Marlboro Man, la obtención del gusto estético que proporciona el demasiado dinero, lo brillante, lo llamativo, lo ostentoso, se consideran signos de distinción
Monsiváis, "Yo soy un humilde cancionero", en La música popular en México: panorama del siglo XX. México, FCE, 2010.

El subgénero tiene su origen en la región fronteriza entre México y Texas En un inicio su función era la de servir como “periódicos musicales”. A falta de medios de comunicación de alcance masivo en el sector rural, se cantaban acontecimientos considerados importantes para que el resto de la comunidad se enterara de ellos. Sin embargo, mientras que en la década de los treinta los corridos solían tener una sólida base en hechos reales, hoy en día es común que se compongan corridos con poca base en la realidad.
Los narcocorridos han servido como medios de publicidad para promocionar un estilo de vida idealizado basado en el consumo y la mitificación de personajes con un poder adquisitivo alto, pero de origen más humilde. Este tipo de corridos promueve un estilo de vida de consumo y excesos. Frecuentemente se mencionan marcas de bebidas alcohólicas, destinos turísticos, tipos de armas y automóviles lujosos. Así mismo se formó otro género muy aparte, pero que es vinculado con los narcocorridos, son los llamados corridos verdes, los cuales hablan del consumo de marihuana (de ahí su nombre) y esta droga suele estar de igual forma vinculada al narcotráfico. 
En la actualidad, el narcocorrido ha adquirido una mayor presencia en los medios de comunicación. Se le ha considerado como el producto más tangible de la narcocultura. Varios de sus intérpretes han llegado a ser asesinados por los propios carteles de la droga, pasando a ser la banda sonora de la guerra contra el narcotráfico en México. Su alcance es cada vez mayor: otros países como El Salvador y Colombia (en este último es conocido como Corrido Prohibido, donde sus canciones son censuradas en los medios de comunicación) también lo han adoptado como expresión de su cultura popular, especialmente en las poblaciones de escasos recursos y poco o nulo acceso a la educación básica.[cita requerida]

## Historia

### Orígenes
El narcocorrido tiene sus antecedentes en el corrido de la Revolución mexicana. Elijah Wald señala que fue durante este periodo (1910-1920) que la forma tradicional del corrido cobró más importancia y mayor popularidad. Se trataba entonces de “historias de valientes prófugos, pistoleros y caballos”, en las que “se alaba el heroísmo de los generales y se relata con lujo de detalle cada batalla”. Entre estos corridos están “Catarino y los rurales” y los numerosos corridos villistas dedicados al personaje de Pancho Villa.  Algunos de estos corridos aún son escuchados e interpretados en nuestros días. 

### Primera etapa: José Rosales, Los Alegres de Téran, Manuel Cuellar Valdez, Juan Gaytán
El periodo que siguió la Revolución Mexicana es considerado como la época en la que se desarrolló el narcocorrido como tal. Es en la década de los treinta cuando aparecen corridos que hablan explícitamente del tráfico de drogas y de narcotraficantes. El corrido “El Pablote”, compuesto por José Rosales, es el primer corrido del que se tiene registro que habla de un narcotraficante. Fue grabado en el año 1931 en El Paso, Texas y habla sobre Pablo González "El Pablote", un capo chihuahuense de los más importantes de principios del siglo XX. Además, en el mismo se hace mención de Ignacia Jasso, conocida como "La Nacha". La primera mujer narcotraficante en tomar control del tráfico fronterizo y su exportación a los Estados Unidos.
Los corridos “Por morfina y cocaína” de Manuel Cuellar Valdez y “El contrabandista” de Juan Gaytán (ambos grabados en el año 1934) están escritos desde el punto de vista de un narcotraficante que cayó preso. Los dos narcocorridos incluyen la moraleja de que traficar drogas no deja nada bueno. 
Otro ejemplo importante de estos primeros narcocorridos, grabado veinte años después, es “El Corrido de Arnulfo González” compuesto por Tomás Ortiz de Los Alegres de Terán.

### Segunda etapa: Los Tigres del Norte y Chalino Sánchez

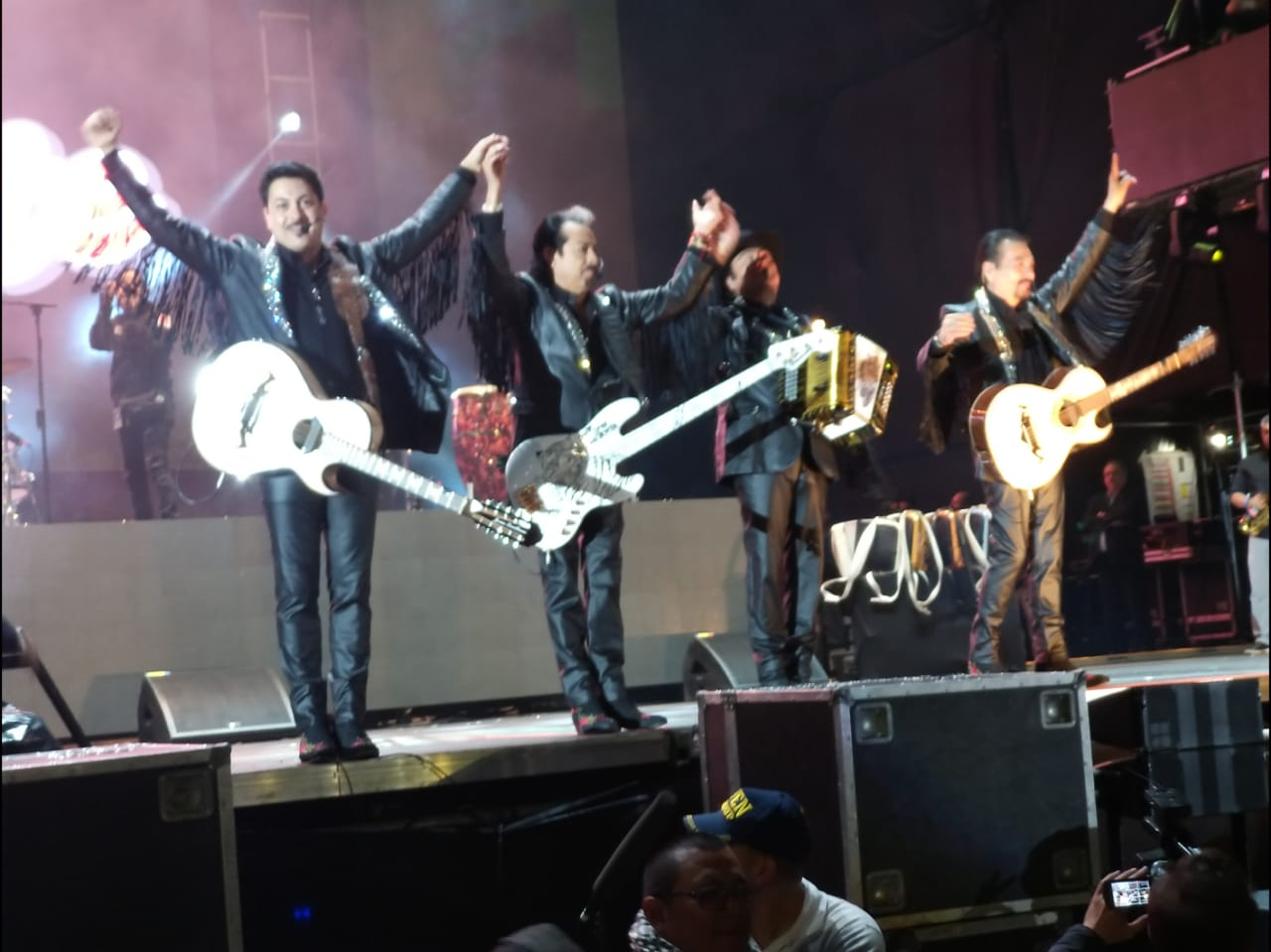
Los Tigres del Norte, famosos por sus narcocorridos

Fue en las décadas de los setenta y ochenta que el narcocorrido maduró y alcanzó la popularidad. En esta época nace el narcocorrido como lo conocemos actualmente. Algunos aficionados del género suelen hacer menciones a "Contrabando y traición", también conocido como el corrido de Camelia la Tejana, como de los primeros narcocorridos. Este corrido fue compuesto por Ángel González, habla sobre el contrabando de droga en la frontera y alcanzó la popularización gracias a Los Tigres del Norte. Bajo esta misma línea, bandas e intérpretes como Los Tucanes de Tijuana, en la década de los ochenta, y Chalino Sánchez, en los noventa, compusieron narcocorridos que ensalzaban las hazañas y las vidas de traficantes famosos. 
Este último, Sánchez, fue asesinado el 16 de mayo de 1992 a sus 31 años de edad, en Culiacán, Sinaloa, dónde la noche anterior había ofrecido un concierto. Al momento de interpretar «Alma enamorada», en la mitad de su show, recibió una nota de amenaza de muerte. Al día siguiente, el 16 de mayo a las 6 de la mañana, viajaba en una camioneta Suburban y fue interceptado por policías federales, 24 horas después su cuerpo fue encontrado con dos heridas de balas en la cabeza al costado de una carretera.

### Tercera etapa: El Komander, Valentín Elizalde, Roberto Tapia
En la actualidad, el narcocorrido ha alcanzado nuevos niveles de popularidad y ha explorado distintos tipos de enunciación mucho más explícitos y violentos que los de las etapas posteriores. La guerra contra el narcotráfico y las nuevas tecnologías han sido en parte responsables por estos cambios. El documental Narco Cultura de Shaul Schwarz (2013) explora esta nueva generación de narcocorridos, narcotraficantes y admiradores del narcotráfico. Los hermanos Valenzuela, fundadores del sello discográfico Twiins Culiacán y el Movimiento Alterado, han sido los responsables de popularizar el estilo “alterado” de estos nuevos narcocorridos. A través de las nuevas tecnologías y de la comercialización de narcocorridos entre las poblaciones hispanas que viven en los Estados Unidos, han impulsado a artistas como Buknas de Culiacán y Alfredo Ríos “El Komander”, quien se ha llamado a sí mismo un “artista de redes sociales”. El hecho de que este tipo de narcocorrido haya alcanzado su popularidad gracias a internet y a la venta de discos en tiendas estadounidenses es una respuesta directa a los intentos del gobierno mexicano por prohibir la difusión de este tipo de contenido en medios de difusión tradicionales como la radio y la televisión. Los hermanos Valenzuela han declarado que el éxito de este tipo de música se ha dado en los Estados Unidos y en las redes sociales porque en México el gobierno dificulta la comercialización y la difusión de los llamados corridos alterados.  

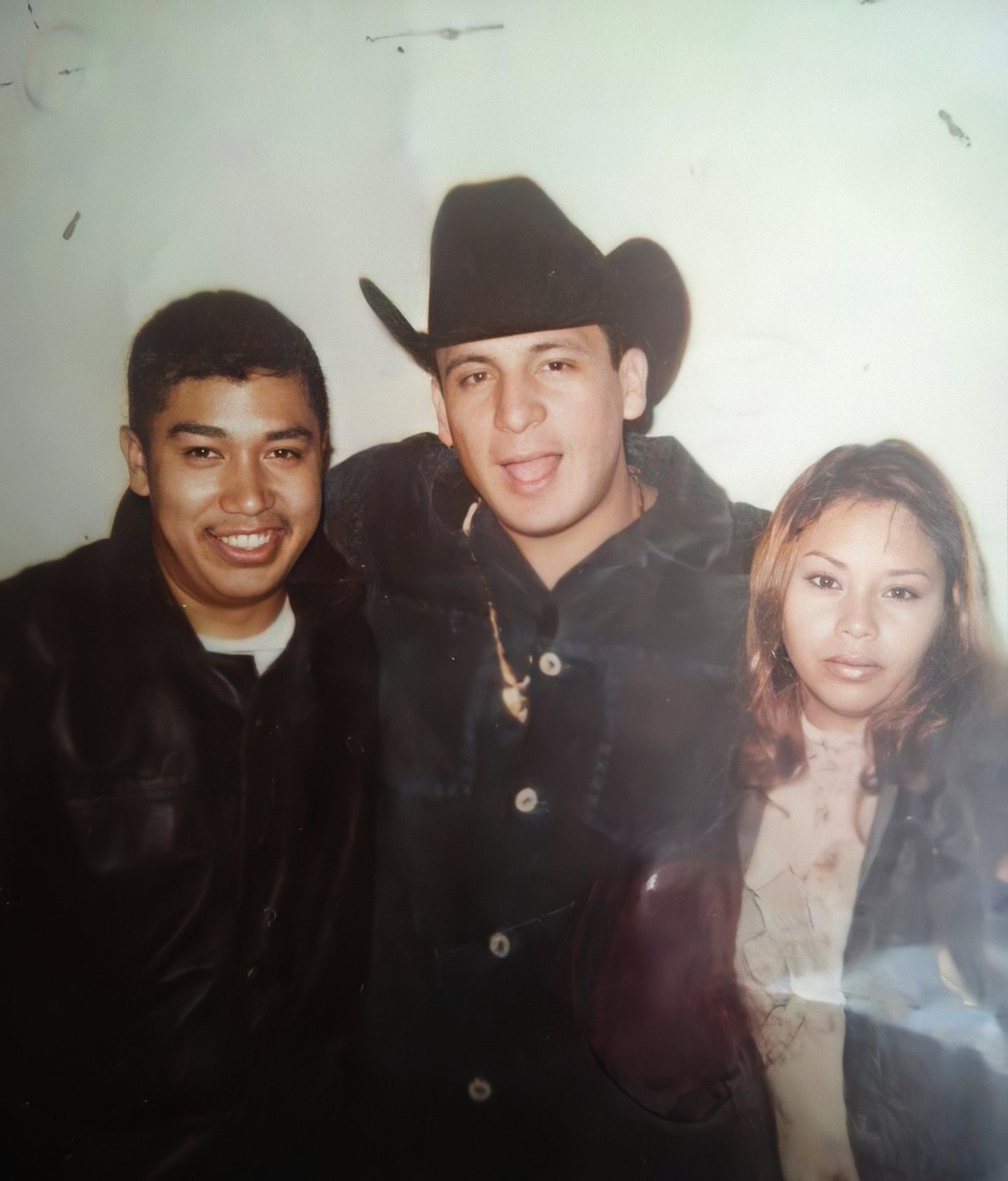
Valentín Elizalde con unos fanáticos en el año 2006, año de su asesinato.

Como referente de este tipo de narcocorridos, destaca “Los Sanguinarios del M1”, canción que sirve como una especie de manifiesto para la evolución del subgénero. En ella participan diversos artistas pertenecientes al Movimiento Alterado. Se habla de torturas, armas, secuestros, drogas, venganza, lealtad, entre otras cosas propias del oficio de un sicario. Al mismo tiempo, contiene referencias a narcotraficantes famosos, El señor de los cielos, El señor de los caballos e Ismael “El Mayo” Zambada, y a héroes revolucionarios como Pancho Villa. Esta canción ha sido uno de los sencillos más exitosos de la disquera Twiins Culiacán. Una clara representación de estos hechos fueron las canciones del cantante Roberto Tapia, precisamente «El Niño de la Tuna» e «Iván el Chapito» inspirados en la historia de Joaquín “El Chapo” Guzmán, el primer sencillos habla de la infancia del mismo y el segundo habla sobre la vida de Iván Archivaldo Guzmán Salazar, hijo del chapo.
Uno de los últimos representantes de esta etapa fue Valentín Elizalde, quien tuvo su explosión musical entre 1999 y 2006, año en el que fue asesinado, presuntamente por Los Zetas por haber cantado el sencillo «A mis enemigos» en un show que dio en Reynosa, que en ese momento se encontraba bajo el control del Cártel del Golfo, tras terminar el concierto se retiró del establecimiento y fue interceptado por sicarios que terminaron con su vida.

### Cuarta etapa: Peso Pluma, Natanael Cano, Junior H, Fuerza Regida, entre otros

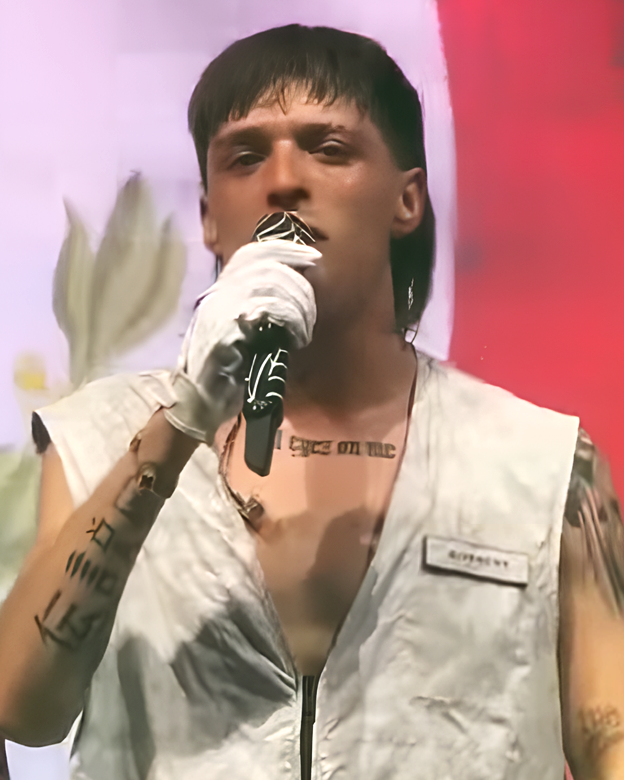
Peso Pluma, artista internacional que ha cantado narcocorridos

A finales de la década del 2010, se hicieron reconocidos artistas como Natanael Cano, Peso Pluma, Junior H, Fuerza Regida, Luis R Conriquez, entre otros. Si bien estos no se centraron especialmente en los narcocorridos, sino en corridos tumbados (género que volvió a generar repercusión en todo América Latina y el Caribe gracias a estos artistas), han confesado que hicieron canciones por encargo.
Cano muestra que ha hecho sencillos a encargos en «Cuerno azulado», «Ch y la pizza» junto a Fuerza Regida, dónde mencionan las siglas JGL (Joaquín Guzmán Loera). Pluma con Tito Double P mencionan como sería trabajar para los Guzmán. Junior H, en un sencillo con pluma, nuevamente hace mención al Cártel de Sinaloa, en el sencillo «El azul», dónde hablan del número 701, puesto que ocupó Guzmán Loera en la lista Forbes. Luis R. Conríquez, por su parte, hizo un tema hablando exclusivamente de Ricardo Ruiz Velasco, apodado como Doble R, un miembro reconocido del Cártel de Jalisco Nueva Generación. También colaboró junto a El Fantasma en el sencillo «Nemesio», dedicado a Nemesio Oseguera Cervantes, alías El mencho. Estos cantantes, sin embargo, proclaman no estar a favor de ningún cartel en específico, pero a disposición para hacer canciones y cantarlas en sus shows.

## Expansión e influencia en la cultura popular
En los últimos años, han aparecido numerosas producciones culturales que hablan de los narcocorridos, los utilizan o se inspiran en ellos. Las obras van desde series de televisión tanto latinoamericanas y estadounidenses, como El Señor de los Cielos y Breaking Bad, hasta narraciones literarias que se han convertido en best sellers, como La Reina del Sur escrita por el español Arturo Pérez-Reverte y La Virgen de los Sicarios del colombiano Fernando Vallejo. Esto ha significado una expansión del narcocorrido y el fenómeno del narcotráfico, lo cual a su vez ha causado un creciente interés por los mismos. A estos y otros fenómenos relacionados con el tráfico de drogas se le ha llamado narcocultura. Debido a su origen marginal, su oposición a los valores de la cultura hegemónica y la violencia involucrada, hay quienes señalan similitudes entre la narcocultura y el narcocorrido y el gangsta rap y la cultura del hip hop.

## Conflictos éticos y legales
Recientemente los narcocorridos (sobre todo los relacionados con el Movimiento Alterado) han sido criticados por un amplio sector de la población al considerarlos una apología de la violencia, ubicándolos dentro de un discurso que promueve valores contrarios a los perseguidos por el Estado. Además de las discusiones en el ámbito ético-moral, los narcocorridos han generado controversias legales en varios estados de México.[cita requerida] Gobernadores y presidentes municipales de Chihuahua, Sinaloa, Baja California, Michoacán, Tamaulipas, Nayarit y Morelos han buscado diferentes vías para prohibir los narcocorridos y atenuar así el impacto negativo de la cultura del narcotráfico en la sociedad. En el año 2011, el gobernador de Sinaloa Mario López Valdez emitió un decreto que pretendía prohibir la interpretación de narcocorridos en bares, cantinas y centros nocturnos del estado, argumentando que se violaba el Artículo 63 de la Ley Federal de Radio y Televisión: 

«Quedan prohibidas todas las transmisiones que causen la corrupción del lenguaje y las contrarias a las buenas costumbres, ya sea mediante expresiones maliciosas, palabras o imágenes procaces, frases y escenas de doble sentido, apología de la violencia o del crimen; se prohíbe, también, todo aquello que sea denigrante u ofensivo para el culto cívico de los héroes y para las creencias religiosas, o discriminatorio de las razas; queda asimismo prohibido el empleo de recursos de baja comicidad y sonidos ofensivos».

En el año 2013, la Suprema Corte de Justicia de la Nación revirtió y declaró inconstitucional el decreto emitido por el gobernador de Sinaloa por exceder sus atribuciones y tomar decisiones que le corresponden originalmente al Poder Legislativo. Hasta la fecha el Congreso Mexicano no ha discutido formalmente la creación de un nuevo tipo penal o artículo constitucional que limite el derecho a la libertad de expresión con relación a las producciones artísticas o culturales relacionadas al narcotráfico.
En marzo del año 2015, el Ayuntamiento de Chihuahua aprobó un bando para sancionar con arresto de hasta 36 horas y multas de 20.000 de pesos a todo aquel que interprete narcocorridos en un evento.  En mayo del año 2017, el director de Gobernación Municipal de Chihuahua, Isaac Díaz, informó que multó con 500 mil pesos a los organizadores del concierto de Los Tigres del Norte  y a los encargados del palenque en la Feria de Santa Rita, recinto que fue clausurado hasta no pagar la sanción económica. El Ayuntamiento multó también a Los Tigres del Norte con 500.000 pesos. "No está el horno como para hacer bollos. No podemos permitir que ahora como están las cosas como la inseguridad, se veneren a estos personajes del narcotráfico con canciones", declaró su alcaldesa María Eugenia Campos Galván.

## Lista de corridos representativos por época
Primera etapa
- «El Pablote» - José Rosales
- «Por morfina y cocaína» - Manuel Cuellar Valdez
- «Carga blanca» - Los Alegres de Terán
- «El Corrido de Arnulfo Gonzalez» - Antonio Aguilar

Segunda etapa
- «Contrabando y traición» - Los Tigres del Norte
- «Jefe de Jefes» - Los Tigres del Norte
- «El Crimen de Culiacán» - Chalino Sánchez
- «El Corrido de Anastasio Pacheco» - Chalino Sánchez
- «El Centenario» - Los Tucanes de Tijuana
- «El Cártel de a kilo» - Los Tucanes de Tijuana
- «Chuy y Mauricio» - El Potro de Sinaloa
- «La Reina del Sur» - Los Tigres del Norte
- «Vida mafiosa» - El Coyote y su Banda Tierra Santa
- «El Chapo Guzmán» - Los Tucanes de Tijuana
- «El Corrido de Ramón Arellano» - Los Tucanes de Tijuana
- «El MZ» - Los Tucanes de Tijuana

Tercera etapa
- «A mis enemigos» - Valentín Elizalde
- «El Mochomo» - El Potro de Sinaloa
- «Cruz de Marihuanas» - Grupo Águilas del Norte
- «Panchito el F1» - Los Tucanes De Tijuana
- «Adelio López Falcón» - Duelo
- «El Cumpleaños de Kandy» - Duelo
- «El Corrido Del Viejito» - Canelos De Durango
- «Regresan los Mafiosos» - Valentin Elizalde
- «La Muerte Del Viejito» - Alegres Del Barranco
- «Contrabando de los Huevos» - Grupo Exterminador
- «Muerte Anunciada» - Los Tigres del Norte
- «Jefe De Narcóticos» - Duelo
- «Escuela del Chino Ántrax» - Calibre 50
- «El Niño Sicario» - Calibre 50
- «Miguel Angel» - Dareyes de la Sierra

Cuarta etapa
- «Su casa» - Peso Pluma y Luis R. Conriquez
- «Ch y Pizza» - Natanael Cano y Fuerza Regida
- «Gavilán II» - Peso Pluma y Tito Double P
- «Nemesio» - Luis R. Conriquez y El Fantasma
- «CJNG» - Fuerza Regida
- «El Bélicon» - Peso Pluma
- «El azul» - Junior H
- «Cuerno Azulado» - Natanael Cano y Gabito Ballesteros
- «El Jefe de la chapiza» - Los Juniors Silva

Narcocorridos más destacados sin importar época
- «El Corrido de Alfredo Ríos Galeana» - Invasores de Nuevo León
- «Asesino a Sueldo» - Cardenales de Nuevo León
- «El Corrido de Arnulfo González» - Antonio Aguilar
- «Baraja Ensangrentada» - Los Huracanes del Norte
- «Carga Blanca» - Alegres de Terán
- «Carga Ladeada» - Lorenzo de Monteclaro
- «El Corrido de Chito Cano» - Ramón Ayala y Los Bravos del Norte
- «Contrabando y Traición» - Los Tigres del Norte
- «Las Dos Escuadras Tronaron» - Duelo (compuesta por El viejo Paulino)
- «El Contrabando del Paso» - Los Alegres de Terán
- «El Corrido de los Pérez» - Los Huracanes del Norte
- «El Federal de Caminos» - Ramón Ayala y Los Bravos del Norte
- «El Gato de Chihuahua» - Los Huracanes del Norte